# Sevadžkare III.
Sevadžkare III., znan tudi kot Sevadžkare II., je bil faraon iz Štirinajste egipčanske dinastije, ki je vladal v drugem vmesnem obdobju Egipta okoli leta 1699 pr. n. št. Vladal je verjetno iz Avarisa nad vzhodnim, morda tudi nad zahodnim delom Nilove delte.

## Dokazi
Sevadžkare III. je znan samo s Torinskega seznama kraljev, ker se ni ohranil niti en primarni vir, ki bi dokazoval njegov obstoj. Torinski seznam je bil sestavljen v zgodnjem ramzeškem obdobju iz starejših dokumentov in še vedno služi kot primarni vir za faraone iz drugega vmesnega obdobja. Sevadžkare III. je v 6. vrstici 9. kolone seznama.

## Kronološki položaj
Določitev relativnega kronološkega položaja Sevadžkareja III. v okviru Štirinajste dinastije dosti dobro omogoča Torinski seznam kraljev. Po tem seznamu je vladal približno eno leto. Njegov predhodnik je bil Merdžefare, naslednik pa Nebžefare.
Njegov absolutni kronološki položaj je predmet razprav. Po mnenju egiptologov Kima Ryholta in Darrella Bakerja je bil enajsti faraon iz Štirinajste dinastije in vladal eno leto okoli leta 1699 pr. n. št. Ryholtova rekonstrukcija Štirinajste dinastije ni enoglasno sprejeta. Nekateri strokovnjaki, med njimi Manfred Bietak in Jürgen von Beckerath, so prepričani, da se je dinastija začela malo pred Nehesijem okoli leta 1710 pr. n. št. in ne okoli leta 1805 pr. n. št., kot predlaga Ryholt. V tem primeru bi bil Sevadžkare III. šesti faraon Štirinajste dinastije.

## Identiteta
Sevadžkareja III. se ne sme zamenjavati z dvema drugima faraonoma z enakim imenom, ki sta tudi vladala v drugem vmesnem obdobju. Prvi od njiju, Sevadžkare I., je bil iz zgodnje Trinajste dinastije in je vladal okoli leta 1781 pr. n. št. Tudi on je znan samo s Torinskega seznama kraljev. Sevadžkare Hor II., znan tudi kot Hor II., je vladal na samem začetku Trinajste dinastije od okoli 1669 do 1664 pr. n. št.   , 